# Cruz del Monte de los Olivos
La Cruz del Monte de los Olivos (en alemán: Ölberg-Kreuz) fue una condecoración prusiana que fue fundada el 24 de diciembre de 1909, por el Príncipe prusiano Eitel Federico de Prusia como una condecoración para conmemorar la fundación de un hospital, el Kaiserin Auguste Victoria-Stiftung (literalmente, "Fundación Emperatriz Augusta Victoria", mejor conocido en la actualidad como Hospital Augusta Victoria) en el bíblico Monte de los Olivos en Jerusalén. Su devota madre, Augusta Victoria de Schleswig-Holstein, era favorable a las obras de caridad y construyó varias iglesias.
El emperador Guillermo II de Alemania y su esposa Augusta Victoria habían visitado Jerusalén en 1898. Se habían comprometido con la construcción de un hospital para peregrinos cristianos que sufrían de malaria.
El 27 de enero de 1907, la familia imperial al completo, los padres y todos sus siete hijos, firmaron la carta del Ölbergstiftung. La primera piedra fue puesta ese mismo año.
La Cruz del Monte de los Olivos fue concedida a damas y caballeros que contribuyeron a la Fundación. La formidable suma de 2,5 millones de marcos fue comprometida por la población alemana.
El Hospital Augusta Victoria abrió sus puertas en 1910. La elaborada y protestante Iglesia de la Ascensión, normalmente subsumida bajo el nombre del hospital como "Augusta Victoria", fue terminada en 1914.

## La cruz
La insignia de la condecoración es una "cruz de Jerusalén" esmaltada en rojo y negro, sobre las que se impone la cruz blanca de la Johanniterorden, la sociedad de nobles evangélica que el Príncipe Eitel Federico entonces encabezaba como gran maestre (Herrenmeister). La insignia es suspendida por un monograma de las iniciales de la emperatriz, "AV". La cinta es de color blanca. Los condecorados recibieron cruces doradas o plateadas.